# Division 1 de 1990–91
A Primeira Divisão (chamada de Division 1) do Campeonato Francês de Futebol de 1990-91 foi uma competição de futebol realizada na França, contando como a 53ª edição da história. O campeão foi Olympique de Marseille, pela sétima vez, tendo como vice o Monaco.

## Clubes participantes e regulamento
| - AJ Auxerre - FC Girondins de Bordeaux - Stade Brest - SM Caen - AS Cannes - Lille OSC - Olympique Lyonnais - Olympique Marseille - FC Metz - AS Monaco FC |  | - Montpellier HSC - AS Nancy - FC Nantes Atlantique - OGC Nice - Paris Saint-Germain FC - Stade Rennais - AS Saint-Etienne - FC Sochaux-Montbéliard - Sporting Toulon Var - Toulouse FC |

Todos os vinte clubes se enfrentariam em jogos de ida e volta. O melhor classificado ao fim desses confrontos se sagraria campeão. Os três últimos colocados seriam rebaixados à Division 2.

## Classificação
| Pos | Clube                  | Pontos | Jogos | V  | E  | D  | GP | GC | SG  |
| --- | ---------------------- | ------ | ----- | -- | -- | -- | -- | -- | --- |
| 1   | Olympique de Marseille | 55     | 38    | 22 | 11 | 5  | 67 | 28 | +39 |
| 2   | Monaco                 | 51     | 38    | 20 | 11 | 7  | 51 | 30 | +21 |
| 3   | Auxerre                | 48     | 38    | 19 | 10 | 9  | 63 | 36 | +27 |
| 4   | Cannes                 | 41     | 38    | 12 | 17 | 9  | 32 | 28 | +4  |
| 5   | Lyon                   | 41     | 38    | 15 | 11 | 12 | 39 | 44 | -5  |
| 6   | Lille                  | 39     | 38    | 11 | 17 | 10 | 39 | 37 | +2  |
| 7   | Montpellier            | 38     | 38    | 12 | 14 | 12 | 44 | 35 | +9  |
| 8   | Caen                   | 38     | 38    | 13 | 12 | 13 | 38 | 36 | +2  |
| 9   | Paris Saint-Germain    | 38     | 38    | 13 | 12 | 13 | 40 | 42 | -2  |
| 10  | Metz                   | 36     | 38    | 12 | 12 | 14 | 44 | 51 | -7  |
| 11  | Saint-Étienne          | 35     | 38    | 13 | 9  | 13 | 40 | 46 | -6  |
| 12  | Nantes                 | 34     | 38    | 9  | 16 | 13 | 34 | 44 | -10 |
| 13  | Sporting Toulon Var    | 34     | 38    | 9  | 16 | 13 | 31 | 41 | -10 |
| 14  | Nancy                  | 33     | 38    | 11 | 11 | 16 | 38 | 58 | -20 |
| 15  | Sochaux                | 32     | 38    | 8  | 16 | 14 | 24 | 33 | -9  |
| 16  | Toulouse               | 31     | 38    | 8  | 15 | 15 | 33 | 45 | -12 |
| 17  | Rennes                 | 28     | 38    | 7  | 14 | 17 | 29 | 51 | -22 |
| 18  | Bordeaux               | 37     | 38    | 11 | 15 | 12 | 34 | 32 | +2  |
| 19  | Brest                  | 37     | 38    | 11 | 15 | 12 | 45 | 46 | -1  |
| 20  | Nice                   | 34     | 38    | 10 | 14 | 14 | 40 | 42 | -2  |

Bordeaux, Brest e Nice, apesar de terem terminado com mais pontos que outras equipes, foram rebaixados devido a dívidas.
|  | |
|  | Campeão e classificado à Taça dos Campeões Europeus 1991-92                                                                                                |
|  | O Monaco foi campeão da Copa da França de 1990-91 e se classificou por ela à Recopa Europeia de 1991-92, portanto, não poderia participar da Copa da UEFA. |
|  | Classificado à Copa da UEFA de 1991-92 |
|  | Rebaixado |

## Artilharia
| Rank | Jogador             | Clube                  | Gols |
| ---- | ------------------- | ---------------------- | ---- |
| 1    | Jean-Pierre Papin   | Olympique de Marseille | 23   |
| 2    | Kálmán Kovács       | Auxerre                | 15   |
| 3    | Laurent Blanc       | Montpellier            | 14   |
| 3    | Enzo Scifo          | Auxerre                | 14   |
| 5    | Aljoša Asanović     | Metz                   | 14   |
| 5    | François Omam-Biyik | Stade Rennais          | 13   |